# Marižan
Marižan je žensko osebno ime.

## Izvor imena
Ime Marižan je različica ženskega osebnega imena Marija.

## Pogostost imena
Po podatkih Statističnega urada Republike Slovenije na dan 31. decembra 2007 v Sloveniji ni bilo  ženskih oseb z imenom Marižan ali pa je bilo število nosilk tega imena manjše od 5.

## Osebni praznik
Osebe z imenom Marižan godujejo takrat kot osebe z imenom Marija.